# Ivčenko-Progress
Ivčenko-Progress ZMKB (ukrajinsko Запорізьке машинобудівне конструкторське бюро «Прогрес» ім. О.Г.Івченка), v preteklosti tudi OKB-478 in Ivčenko Lotarev je ukrajinsko državno podjetje, ki proizvaja letalske in helikopterske motorje. Motorji Ivčenko-Progress se večinoma uporabljajo na letalih Antonov, Berijev, Iljušin, Tupoljev, Jakovljev in helikopterjih Mil. Med drugim poganjajo največje letalo na svetu, Antonov An-225, in največji helikopter, Mil Mi-26.

## Motorji

### Turboventilatorski motorji
- Ivčenko AI-25
- Lotarev DV-2
- Progress AI-22
- Progress AI-222

Visokoobtočni turboventilatorski:
- Lotarev / Progress D-18T
- Lotarev D-36
- Progress D-436

### Propfani
- Progress D-27

### Turbopropelerski motorji
- Ivčenko AI-20
- Ivčenko AI-24

### Turbogredni motorji
- Lotarev D-136

### Batni motorji
- Ivčenko AI-4
- Ivčenko AI-14
- Ivčenko AI-26